# 京都府道19号園部平屋線
京都府道19号園部平屋線（きょうとふどう19ごう そのべひらやせん）は、京都府南丹市を通る主要地方道（京都府道）である。

## 概要
第1次主要地方道に指定された府道の1つ。
この府道には、4つのトンネル（船岡トンネル、木住トンネル、佐々江トンネル、神楽坂トンネル）がある。部分的に日吉ダムを出たばかりの桂川 (淀川水系)と並走する。また、終点に近い部分では由良川と並走する。
中央分水嶺の原峠は狭く難所だったが、1998年（平成10年）3月の神楽坂トンネル開通後は大阪方面から美山や福井県若狭方面への最短ルートとなった。
神楽坂トンネルを境に南は瀬戸内海（大阪湾）側、北は日本海（若狭湾）側となる。

### 路線データ
- 起点 :京都府南丹市園部町河原町4号（国道9号・国道477号交点、園部河原町交差点）
- 終点 :京都府南丹市美山町上平屋（国道162号交点）

## 歴史
- 1954年（昭和29年）1月20日 - 建設省（現・国土交通省）が主要地方道園部平屋線を指定。
- 1955年（昭和30年）10月18日 - 京都府が主要府道園部平屋線（整理番号・主要府道19）を認定。
- 1993年（平成5年）5月11日 - 建設省から、主要府道園部平屋線が園部平屋線として主要地方道に再指定される[1]。

## 路線状況

### バイパス
- 神楽坂バイパス（南丹市日吉町佐々江附近 - 南丹市美山町宮脇附近）

### 重複区間
- 京都府道50号京都日吉美山線（南丹市日吉町殿田 - 南丹市日吉町中）

### 道の駅
- 道の駅京都新光悦村
- 道の駅スプリングスひよし（京都府道50号経由）

## 地理

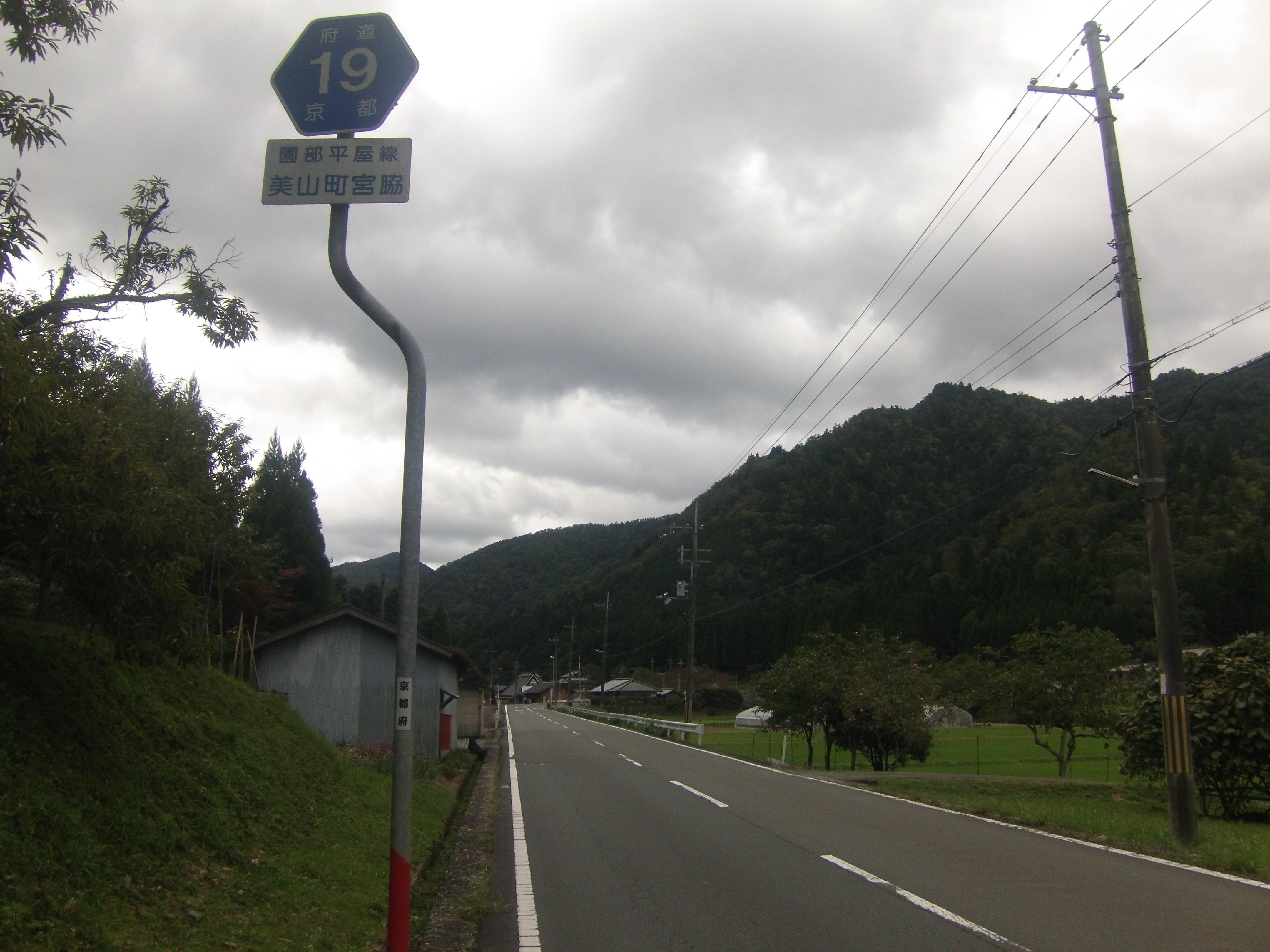
南丹市美山町宮脇付近

### 通過する自治体
- 南丹市

### 交差する道路
- 国道9号 山陰道・国道477号（南丹市園部町河原町・園部河原町交差点、起点）
- 京都縦貫自動車道（国道478号）園部IC
- 京都府道25号亀岡園部線（南丹市園部町船岡）
- 京都府道50号京都日吉美山線（南丹市日吉町殿田）
- 京都府道50号京都日吉美山線（南丹市日吉町中）
- 京都府道364号中地日吉線（南丹市日吉町中）
- 京都府道78号佐々江下中線（南丹市日吉町佐々江西角）
- 京都府道368号和泉宮脇線（南丹市美山町宮脇）
- 国道162号 周山街道（南丹市美山町上平屋垣内、終点）

### 沿線にある施設など
- スーパーマツモト 新そのべ店
- 京都中部広域消防組合
- 南丹市立園部保育所
- 湖池屋 京都工場
- JR山陰本線 船岡駅
- 南丹市立五ヶ荘小学校
- 日吉四ツ谷郵便局